# سوهران (شليل)
سوهران (بالفارسية: سوهران) هي قرية تقع في إيران في قسم شلیل الريفي.